# Aufidus balteatus
Aufidus balteatus är en insektsart som beskrevs av William Lucas Distant 1914. Aufidus balteatus ingår i släktet Aufidus och familjen spottstritar. Inga underarter finns listade i Catalogue of Life.